# Diecezja Umtata
Diecezja Umtata – diecezja Kościoła rzymskokatolickiego w Republice Południowej Afryki, w metropolii Durbanu. Powstała 30 marca 1930 jako prefektura apostolska. 13 kwietnia 1937 została podniesiona do rangi wikariatu apostolskiego, a 11 stycznia 1951 stała się diecezją.